# Nazir Mankiev
Nazir Mankiev est un lutteur russe né le 27 janvier 1985.

## Palmarès

### Jeux olympiques
- Médaille d'or en lutte gréco-romaine dans la catégorie des moins de 55 kg en 2008 à Pékin

### Championnats du monde
- Médaille de bronze en lutte gréco-romaine dans la catégorie des moins de 55 kg en 2010 à Moscou
- Médaille de bronze en lutte gréco-romaine dans la catégorie des moins de 55 kg en 2007 à Bakou

### Championnats d'Europe
- Médaille d'argent en lutte gréco-romaine dans la catégorie des moins de 55 kg en 2010 à Bakou